# Limonia bryaniana
Limonia bryaniana är en tvåvingeart som beskrevs av Alexander 1929. Limonia bryaniana ingår i släktet Limonia och familjen småharkrankar. Inga underarter finns listade i Catalogue of Life.